# PWS-33 Wyżeł
Il PWS-33 Wyżeł (Pointer Inglese, in lingua polacca) era un aereo da addestramento bimotore ad ala media sviluppato dall'azienda polacca Podlaska Wytwórnia Samolotów di Biała Podlaska negli anni trenta e rimasto allo stadio di prototipo.

## Storia del progetto
Con la decisione presa nell'autunno 1936 dal generale Ludomił Rayski, comandante della Lotnictwo Wojskowe, di espandere il numero delle squadriglie dell'aviazione e con la prossima introduzione in servizio del caccia pesante bimotore PZL.38 Wilk e del bombardiere PZL.37 Łoś, si pensò alla realizzazione di un moderno velivolo da addestramento bimotore, destinato alla formazione dei nuovi equipaggi. In particolare gli equipaggi destinati al PZL.38 Wilk, dopo aver completo la formazione, avevano grosse difficoltà a passare dal biplano da addestramento PWS-26, al veloce bimotore da caccia. In quell'anno l'ufficio tecnico della Podlaska Wytwórnia Samolotów (P.W.S.), diretto dall'ingegner Wacław Czerwiński e coadiuvato dall'ingegner Zygmunt Jabłoński, realizzò il progetto dell'addestratore PWS-33 Wyżeł. Il nuovo aereo venne progettato per raggiungere alte velocità in volo livellato e in picchiata, capacità di decollo corto ed inoltre doveva essere relativamente poco costoso da produrre ed utilizzare. Per realizzare un velivolo il più moderno possibile Czerwiński si rivolse al progettista del PZL.38, ingegner Franciszek Misztal, che curò anche la progettazione preliminare del nuovo addestratore. Per rispondere il più possibile alle richieste della Lotnictwo Wojskowe riguardo al costo di utilizzo e produzione del nuovo aereo, fu deciso di utilizzare il metodo della costruzione lignea.  Il mock-up in scala del nuovo addestratore fu pronto nell'inverno del 1937-38, e dopo l'esame del modello da parte del comando dell'aviazione venne autorizzata la costruzione di due prototipi. Il nuovo aereo venne ufficialmente designato PWS-33 Wyżeł. Per la sua motorizzazione vennero prescelti i propulsori PZInż Major 4B (Walter Major costruiti su licenza) a 4 cilindri in linea, raffreddati ad aria, eroganti, 130 hp.

## Descrizione tecnica
L'aereo era un addestratore dotato di configurazione convenzionale, monoplano ad ala media di costruzione quasi interamente lignea (l'uso del duralluminio era estremamente limitato), con rivestimento esterno in compensato. L'impennaggio di coda presentava la doppia deriva. La fusoliera era semi-monoscocca, con sezione trasversale  ellittica. Il carrello di atterraggio principale prevedeva le gambe anteriori semiretrattili (per poter atterrare in qualsiasi circostanza limitando i danni), dotate di ammortizzatori oleopneumatici PZL, che si posizionavano all'interno della parte inferiore delle gondole motori, mentre il pattino di coda era fisso.
I propulsori erano due motori in linea PZInż Major 4B a 4 cilindri, raffreddati ad aria, eroganti la potenza di 130 hp (96 kW) ed azionanti eliche bipala metalliche Szomański del diametro di 1,9 m. La capacità carburante era di 250 litri.
L'equipaggio era composto da due persone, un pilota e un istruttore, alloggiati in tandem all'interno di un abitacolo completamente chiuso. L'equipaggiamento standard comprendeva: impianto per l'erogazione dell'ossigeno, radio ricetrasmittente, riscaldamento, fotocamera e predisposizione per il volo notturno.
L'armamento si componeva di un  mitragliatrice PWU Wz.36 da 7,92 mm in postazione anteriore fissa, e due bombe da 12,5 kg.

## Impiego
Il prototipo PWS-33/I volò per la prima volta tra l'agosto ed il settembre 1938, nelle mani del collaudatore Stanisław Szubka. L'aereo apparve subito dotato di buone caratteristiche di volo, con una velocità massima più alta di quanto era stato stimato. Nel novembre-dicembre dello stesso anno il prototipo venne mostrato al XVI Salone Internazionale di Le Bourget (con il nome PZL Wyżeł) ed attrasse l'interesse nella stampa aeronautica mondiale.  Nel gennaio del 1939 volò per la prima volta il secondo prototipo, sempre nelle mani del collaudatore Stanisław Szubka, designato PWS-33/II Wyżeł. Nel febbraio dello stesso anno il secondo prototipo effettuò i test finali di valutazione presso l'Istituto Tecnico dell'aviazione (Instytutu Technicznego Lotnictwa) di Varsavia. L'aereo risultò piuttosto piccolo e leggero, ma in grado di effettuare manovre acrobatiche, e paragonabile all'addestratore monomotore PWS-26. Il velivolo ottenne l'approvazione per la costruzione in serie, ed il generale Rayski, comandante dell'aviazione (Dowódcą Lotnictwa) decise di ordinare una serie di 130 velivoli destinati all'addestramento. Nel frattempo il programma relativo al cacciabombardiere bimotore PZL.38 Wilk apparve senza successo, a causa della mancanza di adeguati motori, e venne annullato. Tuttavia il PWS-33 poteva ancora trovare impiego come addestratore per i piloti destinati ai bombardieri medi PZL.37 Łoś, che erano simili al PWS-33, e per i futuri caccia pesanti come il PZL.48 Lampart. Nel marzo 1939 il generale Rayski presentò le proprie dimissioni, ed il nuovo comandante designato, generale Józef Zając, sospese ogni acquisto di velivoli ordinati dal suo predecessore.
A causa di ciò la fabbrica P.W.S. cessò la produzione, licenziò i lavoratori, minacciando nel contempo il fallimento. All'inizio dell'estate 1939 il secondo prototipo effettuò i test di valutazione delle prestazioni presso la squadriglia sperimentale (Dywizjonu Doświadczalnego) dell'I.T.L. In seguito ai risultati dei test la produzione degli addestratori PWS-33 riprese nel giugno 1939, con un ordine relativo a 25 velivoli, la cui consegna era prevista all'inizio del 1940. Nessuno di essi fu mai completato a causa dello scoppio della guerra con la Germania.  
Il primo prototipo andò perduto nel settembre del 1939 durante i bombardamenti sulla fabbrica  Podlaska Wytwórnia Samolotów di  Biała Podlaska, che rimase distrutta al 70%. Il secondo prototipo rimase danneggiato durante un bombardamento, e venne catturato dai tedeschi sull'aeroporto di Varsavia-Okecie. Trasportato in Germania venne esposto presso il Museo Aeronautico di Berlino, assieme ad altri aerei polacchi, ma la sua sorte finale non è nota.

## Versioni
- PWS-33/I Wyżeł I: primo prototipo dotato di propulsori PZInż Major 4B da 130 hp.
- PWS-33/II Wyżeł II: secondo prototipo dotato di sistema di raffreddamento dei propulsori migliorato, ed alcune piccole modifiche all'aerodinamica.

## Utilizzatori
Germania
- Luftwaffe

utilizzò uno dei prototipi esclusivamente per prove tecniche al suolo.
 Polonia
- Siły Powietrzne